# کونراد هیرش

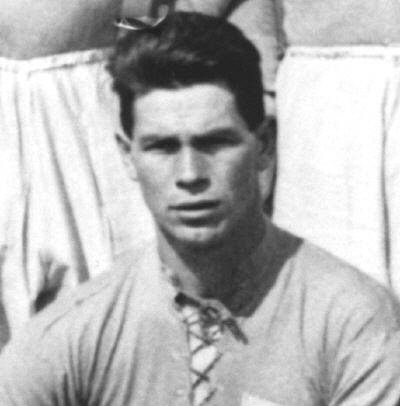
کونراد هیرش - ۱۹۲۴

کونراد هیرش (سوئدی: Konrad Hirsch; ۱۹ مهٔ ۱۹۰۰ – ۱۷ نوامبر ۱۹۲۴) بازیکن فوتبال اهل سوئد بود.
وی به همراه تیم ملی فوتبال سوئد به مدال برنز مسابقات فوتبال در بازی‌های المپیک تابستانی ۱۹۲۴ دست پیدا کرده‌است.